# Cubla à pieds roses
Dryoscopus angolensis
Espèce
Statut de conservation UICN

 LC  : Préoccupation mineure
Le Cubla à pieds roses (Dryoscopus angolensis) est une espèce de passereaux de la famille des Malaconotidae.

## Répartition et sous-espèces
Cet oiseau fréquente les zones montagneuses d'Afrique centrale.
Selon la classification de référence du Congrès ornithologique international (14.2, 2024) il est réparti en quatre sous-espèces :
- D. a. boydi Bannerman, 1938 — Grassland (Cameroun)
- D. a. angolensis Gustav Hartlaub, 1860 — du sud du Gabon au nord-ouest de l'Angola
- D. a. nandensis Sharpe, 1900 — forêts d'altitude du rift Albertin, monts Imatong et ouest du Kenya
- D. a. kungwensis Moreau, 1941 — monts Mahale